# Fondation Wiener - Anspach
La Fondation Philippe Wiener - Maurice Anspach est une fondation d'utilité publique de droit belge créée en 1965 visant à promouvoir la collaboration scientifique entre les Universités d’Oxford, de Cambridge et l’Université libre de Bruxelles (ULB) dans tous les domaines du savoir.

## Présentation
Chaque année la Fondation Philippe Wiener – Maurice Anspach attribue des subsides doctoraux et postdoctoraux aux chercheuses et chercheurs de l'ULB afin de leur permettre d'effectuer une partie de leurs recherches à Oxbridge, et vice-versa.  Des projets de recherches communs sont également financés. 
Soucieuse d’assurer le rayonnement des recherches poursuivies dans ces trois universités, la Fondation  organise des conférences (Philippe Wiener Lectures) et une chaire en droit européen (Chaire Ganshof van der Meersch), et encourage les contacts entre chercheuses et chercheurs en finançant des courts séjours.

## Histoire
La Fondation a été créée en 1965 par Phyllis Agnès Beddington, veuve de Philippe Wiener, pour honorer la mémoire de son mari décédé en 1944 au camp d'Esterwegen, où il avait été incarcéré comme prisonnier politique. Plus tard, Madame Wiener a décidé d'associer au nom de son mari celui de Maurice Anspach en souvenir du soutien que celui-ci lui avait généreusement accordé durant et après la guerre.

## Alumni
Depuis 1965 la Fondation a accordé plus de 700 bourses et subsides. Parmi ses Alumni figurent de nombreux académiques, avocats, hauts fonctionnaires et personnalités politiques, dont l'épidémiologue Marius Gilbert, l'essayiste Paul Jorion, le linguiste Mikhail Kissine, le Président du Parti socialiste belge Paul Magnette et, au Royaume Uni, le politicien Jo Johnson.
Le Réseau Alumni de la Fondation Wiener - Anspach a été lancé en 2017.